# Expedición de Mateo Abraham Evrard a la isla Wager

Expedición de Mateo Abraham en 1743 para rescatar los restos metálicos de la fragata inglesa HMS Wager.

La expedición de Mateo Abraham Evrard a la isla Wager fue ordenada por el gobernador de Chiloé Juan Victorino Martínez de Tineo en 1743 a Mateo Abraham Evrard con el afán de aprovechar los metales que pudiesen ser rescatados de la nave inglesa HMS Wager que había encallado dos años antes frente a la isla que hoy lleva su nombre.
La expedición es importante porque, aunque no hay informes directos de ella, las descripciones posteriores del periplo permiten conocer las motivaciones y las vicisitudes de los españoles que vivían al extremo sur de Chile y su interacción con los pueblos canoeros así como con la metrópoli.: 28 
Esta expedición no debe ser confundida con una expedición de Mateo Abraham hecha en 1750.

## Contexto histórico
El creciente poder naval inglés de los siglos XVI y XVII buscaba una base desde donde amenazar y capturar las riquezas que las colonias americanas entregaban a España. Francis Drake en 1578, Thomas Cavendish en 1586, Richard Hawkins en 1594 y John Narborough en 1669 habían logrado cruzar hacia el océano Pacífico, dejando a descubierto la vulnerabilidad de las colonias.
Chiloé era la más austral de las colonias españolas y el primer puerto de recalada para las naves que entraban al océano Pacífico a través del paso de Hoces o el Estrecho de Magallanes. Esto lo hacía vulnerable a ataques ingleses y también era el puerto desde donde se vigilaba las posesiones más australes de la corona española, en la medida de lo posible, considerando que la colonia no tenía excedentes con que financiar su defensa. 
Durante la guerra del Asiento (1739-1748) una flota inglesa comandada por el almirante George Anson ingresó al Pacífico con el fin de desorganizar o capturar las posesiones de España en el Pacífico, lo que los ingleses llaman viaje de Anson alrededor del mundo. Uno de las siete naves que integraban la flota, la fragata HMS Wager encalló frente a la isla que hoy lleva su nombre el 14 de mayo de 1741. Su tripulación se amotinó y una parte de ellos hizo el trayecto en un bote hasta Río de Janeiro y otros marinos tomaron la ruta hacia el norte, entre ellos John Byron (abuelo del poeta Lord Byron). Ambas partidas sufrieron horribles privaciones que causaron la muerte de la mayoría de la tripulación.

## Iniciativa de Martín Olleta
La partida de John Byron quedó en la isla Wager por cerca de un año. Entre los chonos se había esparcido ya la noticia de que una nave inglesa había encallado frente a una de las islas del archipiélago Guayaneco. Un chono españolizado llamado Martín Olleta salió con un grupo desde Chiloé con la intención de aprovechar los despojos de la nave. Llegó a la isla cuando los ingleses intentaban continuar su travesía hacia el norte bordeando la península de Tres Montes por alta mar en un bote a remos. Fracasados los ingleses en su intento, volvieron a la isla y pudieron convencer a Martín Olleta que los guiase hacia el norte. Finalmente llegaron a Chiloé en junio de 1742 solo tres ingleses, con lo que se supo oficialmente de su existencia.: 28 

## Carrera por los restos del naufragio
Para un asentamiento escaso de medios, los restos del naufragio representaban una buena fuente de riqueza que justificaba el esfuerzo de enviar una expedición a recogerlos. En la isla existían tres estamentos que organizaron, para si, el traslado de los restos del naufragio: Martín Olleta, un privado que ya hemos visto, la congregación jesuita y la administración colonial.
El gobernador de Chiloé reprobó el traslado de materiales desde lo que era propiedad del Rey de España y hubo acusaciones contra los privados que lo hicieron.

### Iniciativa de los jesuitas
En marzo de 1743 los jesuitas de Castro dispusieron el envío de cuatro dalcas con indígenas de su misión para que, acompañados del padre Pedro Flores, recogieran los metales que pudieran salvarse del navío: tanto anclas como velas y jarcias. Tras su retorno solo una parte de la mercancía fue declarada a las autoridades y el resto fue escondido. En dos viajes más con el mismo fin y además enviaron a un misionero para que reconociese al “nuevo” grupo de indígenas que los ingleses dijeron que había: aquellos que no habían tenido contacto con los españoles, porque no conocían el valor del hierro. Se les trasladó a Chiloé en más de una campaña. Asimismo, en el intertanto, particulares se empeñaron en despachar dalcas para ir a recuperar cualquier trozo posible de metal, con el fin de venderlo en Chacao.: 28 

### Expedición de Mateo Abraham

De los tres cruces del istmo de Ofqui, Martín Olleta y los ingleses siguieron en su camino hacia el norte, según se desprende del relato de John Byron, la vía a través del lago Presidente Ríos, (línea verde). Mateo Abraham, en cambio, siguió la vía a través de la laguna San Rafael aunque no está claro si a través del río Negro (línea lila) o a través del río Lucac (línea rosa). Ver más detalles en Canal Ofqui.

La administración española decidió entonces enviar al alférez de infantería Mateo Abraham Evrard con once dalcas, 160 hombres y víveres para 6 meses con la orden de recoger y traer todos los pertrechos utilizables de la fragata encallada.
Existe un corto relato de la expedición en la Historia Geographica é Hidrographica con derrotero general correlativo al Plan de el Reyno de Chile, escrita a pedido del Gobernador de Chile Manuel de Amat y Junyent, escrito en 1760:: 63 
Habiéndose perdido un navío nombrado el Guelguel de la escuadra del corsario inglés Jorge Anson, que, con un tiempo fuerte, desarbolado, se echó a varar en las rocas de las Islas Guayaneco; y sabiéndose de este naufragio por el capitán, que con tres hombres llegó a Chiloé en una canoa, después de un año de esclavitud entre los indios bravos de aquellas costas, y que el barco había quedado entero con toda la artillería y anclas, se mandó por la Capitanía General deste Reyno saliese Abraham Eduard [ ... ] en solicitud del dicho navío naufragado, para aprovechar los cañones y herrajes [ .. ], tomando noticia de algunos indios de las Huaytecas, del golfo que corre entre el archipiélago y el continente, emprendió el viaje por dicho golfo, navegando hasta el lago San Rafael, desembarcó en el istmo, cuyo terreno elevado se llama Dequelhue, reconociendo la costa del río de San Tadeo, deshizo la piragua y la levantó a la cumbre, que tiene ocho varas de elevación. la condujo por tierra cinco cuartos de legua y la volvió a unir en el dicho río de San Tadeo por cuya boca del sur salió. y llegó a las islas de Guayeneco, donde levantó dos fortines y después de sacada la artillería entró a la ensenada de los caucaos, tuvo con ellos algunos parlamentos, y reducidos muchos los trajo consigo a Chiloé.

## Caucos
Para los españoles del siglo XVIII fue un descubrimiento el hecho de encontrar una nueva etnia en el archipiélago Guayaneco. A veces es nombrada "caucos", otras veces "caucahues". Sin embargo, anteriormente la expedición de Juan García Tao (1620) ya había informado de la existencia de etnias diferentes al sur de la península de Taitao. Los textos escritos posteriormente señalan que algunos de ellos fueron llevados a Chiloé, pero no es posible saber cuántos.: 65- 

## Segunda expedición de Mateo Abraham
En 1750 Mateo Abraham condujo una segunda expedición al sur de Chiloé.